# Episodi de L'asso della Manica (quarta stagione)
La quarta stagione della serie televisiva L'asso della Manica, composta da 9 episodi, è stata trasmessa sul canale inglese BBC dall'11 ottobre al 20 dicembre 1985. In Italia è stata trasmessa su Rai 2 nel 1986.
| n° | Titolo originale         | Titolo italiano                      | Prima TV Regno Unito | Prima TV Italia |
| -- | ------------------------ | ------------------------------------ | -------------------- | --------------- |
| 1  | The Last Interview       | L'ultima intervista                  | 11 ottobre 1985      | 1986            |
| 2  | Off Shore Trades         | Operazioni off-shore                 | 18 ottobre 1985      | 1986            |
| 3  | What Dreams May Come?    | Quali sogni possono venire?          | 25 ottobre 1985      | 1986            |
| 4  | Low Profile              | Basso profilo                        | 1º novembre 1985     | 1986            |
| 5  | Return of the Ice Maiden | Il ritorno della ragazza di ghiaccio | 8 novembre 1985      | 1986            |
| 6  | Chrissie                 | Chrissy                              | 15 novembre 1985     | 1986            |
| 7  | The Tennis Racket        | Racket tennistico                    | 29 novembre 1985     | 1986            |
| 8  | Sins of the Fathers      | I peccati dei padri                  | 13 dicembre 1985     | 1986            |
| 9  | Avenge O'Lord            | La vendetta                          | 20 dicembre 1985     | 1986            |

## L'ultima intervista
- Titolo originale: The Last Interwiev
- Diretto da: Brian Farnham
- Scritto da: Robert Banks Stewart

### Trama
Una giornalista televisiva newyorchese arriva a Jersey per intervistare un ex giornalista in pensione con particolare interesse per un'intervista che ha avuto con un ex mafioso. Jim riceve una notizia che suggerisce che in realtà la giornalista è un'impostora perché è per un motivo valido.

## Operazioni off-shore
- Titolo originale: Off-Shore Trades
- Diretto da: David Reynolds
- Scritto da: Nick McCarty

### Trama
Jim indaga sull'omicidio di un giovane subacqueo e scopre che la vittima era anche un contrabbandiere di eroina. Jim ha una nuova compagna cioè un'agente immobiliare.

## Quali sogni possono venire?
- Titolo originale: What Dreams May Come?
- Diretto da: Ben Bolt
- Scritto da: Brian Finch

### Trama
Jim indaga sulla strana morte di un fotografo, e scopre di aver lavorato per un giornale e di aver stretto amicizia con una donna per ottenere l'ingresso in una congrega di magia nera.

## Basso profilo
- Titolo originale: Low Profile
- Diretto da: David Reynolds
- Scritto da: Roger Davenport

### Trama
Jim indaga su alcune truffe da parte di un noto imprenditore immobiliare per finanziare i loro presunti finanziamenti per lasciare il Jersey.

## Il ritorno della ragazza di ghiaccio
- Titolo originale: Return of the Ice Maiden
- Diretto da: Michael Custance
- Scritto da: Rod Beacham

### Trama
Una vecchia conoscenza di Jim, Philippa Vale torna sull'isola per recuperare i diamanti rubati cha ha nascosto sott'acqua durante il suo primo approdo sull'isola, ignara che Jim aveva previsto il loro nascondiglio e li aveva recuperati.

## Chrissie
- Titolo originale: Chrissie
- Diretto da: David Reynolds
- Scritto da: Edwin Pearce

### Trama
Jim si mette sulle tracce di alcuni giovani ladri che rubano le borsette in giro per l'isola, e tra le vittime ci sono anche una coppia di coniugi nonché stilisti.

## Racket tennistico
- Titolo originale: The Tennis Racket
- Diretto da: Les Chatfield
- Scritto da: Terry James

### Trama
Jim si trova a dover accettare di proteggere una star del tennis, che però è stata investita. Così Jim scopre che la vittima era vittima anche di estorsione.

## I peccati dei padri
- Titolo originale: Sins of the Fathers
- Diretto da: Graeme Harper
- Scritto da: Tessa Coleman

### Trama
Jim indaga su alcune minacce di morte che ha subito un noto attore tedesco che è a Jersey per girare un film sull'occupazione dell'isola, ma si scopre che il padre dell'attore era un ufficiale della Wehrmacht, giustiziato durante la II Guerra Mondiale per aver molestato un isolano.

## La vendetta
- Titolo originale: Avenge O'Lord
- Diretto da: Robert Tronson
- Scritto da: John Fletcher

### Trama
Jim si trova a dover accettare l'incarico ad un deputato per catturare un killer che vuole organizzare l'omicidio di un uomo d'affari nonché ex terrorista arabo in vista al Jersey.